# Komet Hironove vrste
Komet Hironove vrste (eng. Chiron-type comet, CTC), vrsta periodičnih kometa. Ime su dobile po tome što im je orbita bliska malom tijelu Sunčeva sustava centauru/kometu Hironu, koji ima i oznaku za asteroid 2060 Chiron i za komet 95P/Chiron.
Većina kometa s periodima od 20 do 200 godina (20 < P < 200 godina), što ih čini kometima Halleyjeve vrste po klasičnoj definiciji, zapravo su službeno svrstane ili kao kometi Jupiterove obitelji (eng. Jupiter-family comets, JFCs) ili kometi Hironove vrste (eng. Chiron-type comets, CTCs), zasnovano na njihovu Jupiterovu Tisserandovu parametru odnosno Tisserandovoj invarijaciji (TJupiter). 
Prema Levisonu i Duncanu, ključne osobine Hirovove vrste kometa su TJupiter > 3; a > aJupiter.